# See-Saw
See-Saw és la sisena cançó del segon àlbum del grup de rock britànic Pink Floyd, A Saucerful of Secrets, de 1968. Fou composta per Rick Wright; és la seva segona composició en el grup.
Es teoritza que la cançó parla d'una relació entre germanes estranyament problemàtica; la pèrdua d'un fill, la germana matant el germà, de la lletra de "Sits on a stick in the river, sister's throwing stones, hoping for a hit, he doesn't know, so then, she goes up, while he goes down;" (Asseu en un pal al riu, la germana tirant pedres, esperant un cop, ell no ho sap, així que aleshores, ella puja, mentre ell se'n va. avall) O simplement la pèrdua de la infància, semblant a la cançó anterior de l'àlbum "Remember a Day", que també va ser escrita i cantada per Wright.

## Composició
És la tercera cançó de Pink Floyd escrita únicament per Richard Wright, la segona de l'àlbum com a tal, i compta amb Wright com a veu principal i piano, orgue Farfisa, xilòfon i Mellotron. En el full d'enregistrament, la cançó apareix com "The Most Boring Song I've Ever Heard Bar Two" (La cançó més avorrida que he sentit mai a la barra dos). David Gilmour utilitza un pedal wah-wah a la seva guitarra elèctrica i possiblement contribueix a la veu de suport.

## Recepció
En una ressenya de A Saucerful of Secrets, Jim Miller de Rolling Stone va descriure "See-Saw" com:
| «            | Una balada escrita vocalment en un estil que recorda incongruentment a Ronny and the Daytonas | » |
| — Jim Miller |                                                                                               |   |

## Crèdits
- Roger Waters - baix
- David Gilmour - guitarra
- Richard Wright - teclats, veu
- Nick Mason - bateria, percussió